# Philipp Imsser
Philipp Imser oder Philippus Imsserus (1500–1570) war ein süddeutscher Astronom und von 1531 bis 1557 Professor an der Universität Tübingen. Er war nach seinem Lehrer Johannes Stöffler (1452–1531) der zweite Inhaber des 1507 geschaffenen Lehrstuhls.
Nach dem Tod Stöfflers gab er dessen Werk Ephemeridum opus heraus und übernahm auch seine Handbibliothek, von der sich heute einige Bücher in der Badischen Landesbibliothek Karlsruhe befinden. Als sich Imser zunächst nicht der Reformation anschließen wollte, musste er seine Lehrtätigkeit 1535 für zwei Jahre unterbrechen.
Danach befasste er sich mit der Planetentheorie Novae theoreticae planetarum des ersten Wiener Astronomieprofessors Georg Peuerbach (1423–1461), zu der er 1556 gemeinsam mit Erasmus Oswald Schreckenfuchs einen Kommentar publizierte. 1557 gab er seine Professur auf und widmete sich dem Bau von Automaten und einer repräsentativen Kunstuhr bzw. astronomischen Uhr für den Kurfürsten Ottheinrich von der Pfalz. Der Fürst hatte sie 1554 bestellt, aber ihre Fertigstellung 1560 nicht mehr erlebt. Die Uhr zeigt neben Uhrzeit und Jahreszeiten die Planetenbahnen – noch im Sinne des geozentrischen Weltbildes – sowie bewegte Figuren. Sie wurde 1561 an Kaiser Ferdinand I. verkauft und befindet sich heute im Wiener Technischen Museum. Neben einer Handschrift über diese Apparatur und der Arbeit zu Peuerbach sind von Imsser noch zwei Werke über die Euklidische Geometrie (Introductorium Geometricum ex Euclide aliisque eius scientiae scriptoribus, 1533) und die Praktische Geometrie (perspektive Konstruktion und Vermessungswesen) erhalten, die vermutlich aus seinen Tübinger Vorlesungen entstanden. Letztere dürfte teilweise auf Albrecht Dürers Unterweysung (Nürnberg 1525) beruhen.
Nach Imsers Ausscheiden wurden seine Aufgaben geteilt: Johann Scheubel hielt die Vorlesungen über Arithmetik und Geometrie, während Samuel Eisenmenger (Siderocrates) die Lehrveranstaltungen für Astronomie und deren Nachbargebiete übernahm.